# Корональна сейсмологія
Корональна сейсмологія — метод дослідження плазми в сонячній короні з використанням даних про магнітогідродинамічні хвилі (МГД-хвилі) й осциляції. Магнітогідродинаміка вивчає динаміку електропровідних рідин, й у даному випадку в ролі рідини виступає плазма корони. Параметри корони, які неможливо виміряти безпосередньо (як, наприклад, сила магнітного поля корони, альвенівська швидкість, коефіцієнти дисипації в короні) можна визначати з таких спостережуваних властивостей хвиль, як період коливань, довжина хвилі, амплітуда, часові та просторові особливості (яка форма хвильового збурення?), характерні сценарії еволюції хвиль (чи послаблюється хвиля?), порівнюючи їх з результатами теоретичних моделювань хвиль (дисперсійні співвідношення, рівняння еволюції хвиль, і т. д.). Спочатку метод МГД-сейсмології корони був запропонований Й. Учідою (англ. Y. Uchida) у 1970 році для поширюються хвиль і Б. Робертсом (англ. B. Roberts) та ін. у 1984 році для стоячих хвиль, але через нестачу необхідної якості спостережень практичне застосування метод отримав тільки в кінці 1990-х років. З філософської точки зору, сейсмологія корони схожа на сейсмологію Землі, геліосейсмологію і МГД-спектроскопію на лабораторних пристроях з вивчення плазми. У всіх цих галузях науки для дослідження середовища використовують хвилі різних типів.
Теоретичною основою корональної сейсмології є закон дисперсії для МГД-мод у циліндрі плазми: області в плазмі, неоднорідною в поперечному напрямку й витягнутою вздовж магнітного поля. Така модель добре працює при описі ряду плазмових структур, спостережуваних у сонячній короні — корональних петель, волокон протуберанців, струменів і волокон. Подібні структури є хвилеводами для МГД-хвиль.

## Типи магнітогідродинамічних хвиль
Існує кілька видів МГД-мод, що мають різні дисперсійні, поляризаційні властивості та параметри поширення:
- Згинальні (поперечні) моди (англ. kink, transverse modes), нахилені швидкі магнітоакустичні хвилі, які направляє структура плазми; відбувається зміщення осі структури плазми. Такі моди слабко схильні до стиснення, можуть спостерігатися у вигляді періодичних стоячих або рухомих зсувів структур корони, наприклад, корональних петель. Частота поперечних мод задана рівнянням

{\displaystyle \omega _{K}={\sqrt {\frac {2k_{z}B^{2}}{\mu (\rho _{i}+\rho _{e})}}}.}
Для поперечних мод азимутальне хвильове число циліндричної моделі петлі {\displaystyle m} дорівнює 1. Це означає, що циліндр коливається, але краї при цьому залишаються нерухомими.
- «Сосископодібні» моди (англ. sausage modes), також похилі швидкі магнітоакустичні хвилі, що спрямовуються структурою плазми; при даній моді виникають розширення та стискування структури плазми, але вісь не переміщається. Такі моди схильні до стиснення і можуть призводити до істотних змін абсолютної величини магнітного поля в структурі, що коливається. Частота даних мод задається виразом

{\displaystyle \omega _{A}={\sqrt {\frac {k_{z}^{2}B^{2}}{\mu \rho _{i}}}}}
Для «сосисочних» мод параметр {\displaystyle m} дорівнює 0. Це означає, що структура «дихає», але крайові точки також залишаються нерухомими.
- Повільні, акустичні (довготні) моди (англ. acoustic) — повільні магнітоакустичні хвилі, що поширюються структурою плазми в основному вздовж ліній магнітного поля. Збурення магнітного поля дуже мале. Частота повільних мод задана виразом

{\displaystyle \omega _{L}={\sqrt {k_{z}^{2}\left({\frac {C_{s}^{2}C_{A}^{2}}{C_{s}^{2}+C_{A}^{2}}}\right)}}.}
Тут {\displaystyle C_{s}} — швидкість звуку, {\displaystyle C_{A}} — альвенівська швидкість.
- Крутильні (альвенівські, торсійні) моди (англ. torsional, twist mode) — це нестиснювальні поперечні збурення магнітного поля вздовж окремих поверхонь. На противагу поперечним модам, торсійні моди не можна спостерігати на інструментах, що отримують зображення області, оскільки вони не призводять до зміщення осі структури або її межі. Частота задана виразом

{\displaystyle \omega _{S}={\sqrt {\frac {k_{z}^{2}B^{2}}{\mu \rho _{e}}}}.}

## Спостереження

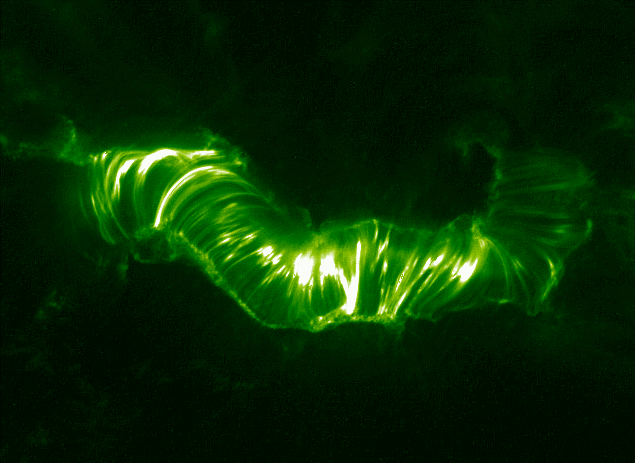
Зображення арки в короні після спалаху, отримане інструментом TRACE

Хвилі та коливальні процеси спостерігаються в гарячій плазмі корони в основному в дальньому ультрафіолетовому, оптичному та мікрохвильовому діапазонах цілою серією космічних та наземних інструментів, наприклад, Solar and Heliospheric Observatory (SOHO), Transition Region and Coronal Explorer (TRACE), радіогеліографі Радіообсерваторії Нобеяма. Дослідники розрізняють стиснювальні хвилі в полярних факелах і біля основи корональних петель, створювані спалахами поперечні коливання в петлях, акустичні коливання в петлях, поперечні коливання в петлях і структурах над арками (аркою називають систему близько розташованих петель, що утворюють циліндричну структуру, як на зображенні праворуч), сосископодібні коливання спалахувальних петель, коливання в протуберанцях і волокнах; цей перелік час від часу поповнюється.
Корональна сейсмологія є однією із цілей вивчення інструменту AIA місії Solar Dynamics Observatory (SDO).
Parker Solar Probe має проводити вимірювання сонячного магнітного поля, сонячного вітру та параметрів корони. Апарат оснащений магнетометром та сенсором для вимірювання хвиль плазми з безпрецедентною точністю.

## Висновки
Різні групи дослідників довели потенціал корональної сейсмології для оцінки параметрів магнітного поля корони, вертикального масштабу густини, нагріву й «тонкої структури» (варіації структури неоднорідних утворень, таких як неоднорідні корональні петлі). Було показано, що достатньо широкі повільні магнітоакустичні хвилі, які узгоджуються зі спостереженнями в низькочастотній області спектра, можуть створювати темп перенесення тепла, достатній для нагріву корональної петлі. Теоретично досліджували поперечні коливання корональних петель, які мають змінне круговий поперечний переріз і густину плазми в поздовжньому напрямку. Було виведено диференціальне рівняння другого порядку для опису зміщення осі петлі. Розв'язок рівняння разом із граничними умовами визначає власні частоти та власні моди. Шкалу висот густини в короні можна оцінити, використовуючи спостережуване відношення фундаментальної частоти та першого обертона поперечних коливань. Про тонку структуру корони відомо небагато. Проводять аналіз даних для коливань допплерівського зсуву в гарячих активних областях, отриманих за допомогою інструмента SUMER космічної обсерваторії SOHO, використовуючи спектри, зняті вздовж щілини з кутовим розміром 300 секунд, розташованої у напрямку корони над активними областями. Деякі коливання характеризувалися поширенням фази вздовж щілини в одному або обох напрямах при видимій швидкості в інтервалі 8–102 км/с, також спостерігали суттєво різну інтенсивність і ширину ліній уздовж щілини. Ці особливості можна пояснити збудженням коливань у підніжжі неоднорідної корональної петлі, наприклад, петлі з тонкою структурою.